# Bakhtiyar Gulyamov

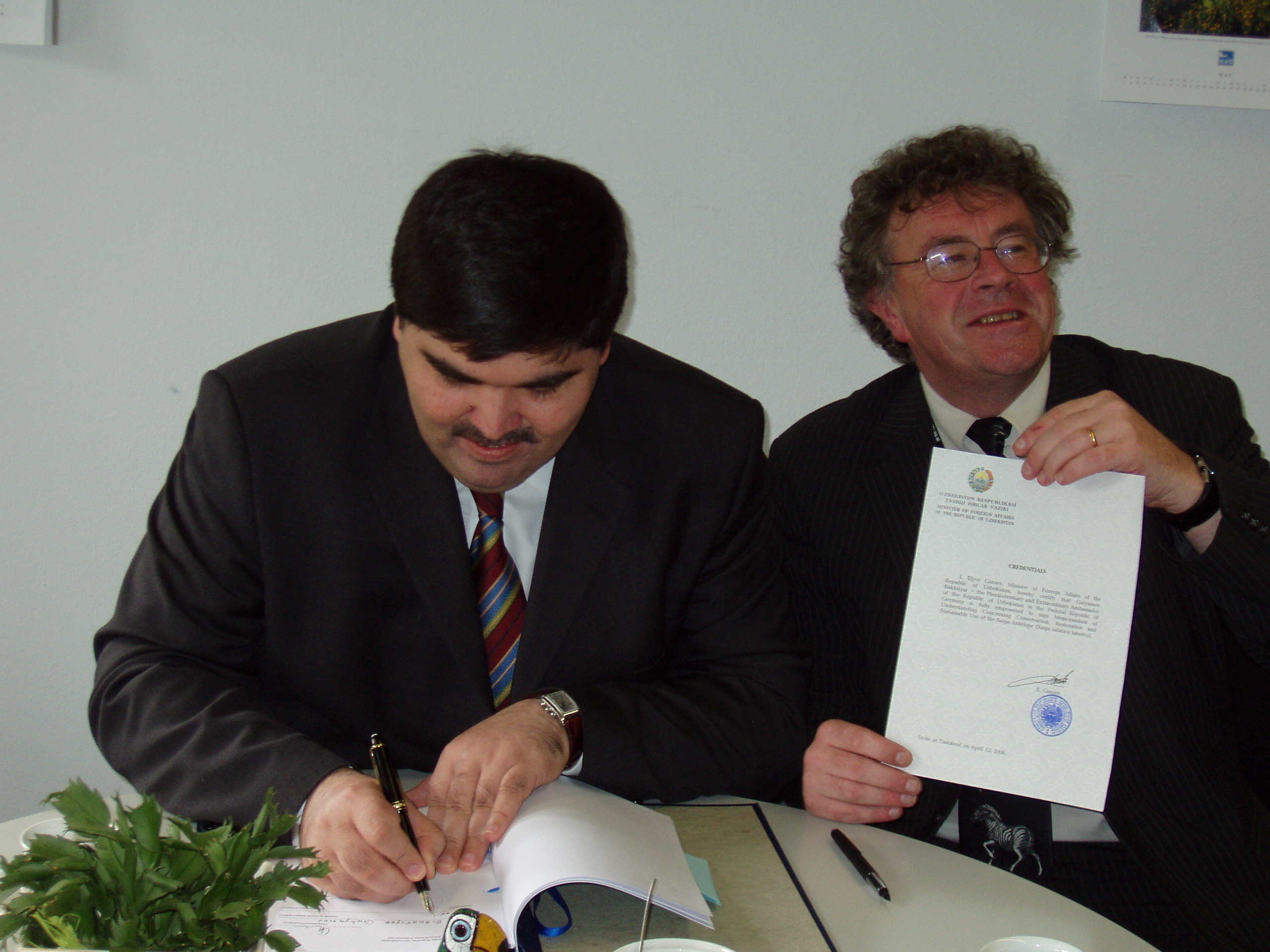
Bakhtiyar Gulyamov, 2006

Bakhtiyar Turadjanovich Gulyamov (* 18. Februar 1964 in Moskau) ist ein usbekischer Diplomat.

## Leben
Er studierte an der Staatlichen Universität von Taschkent und schloss dort 1986 mit einem Abschluss in Geschichte der arabischen Länder ab. Ab 1986 absolvierte er seinen dreijährigen Militärdienst in der Sowjetarmee und war als Dolmetscher tätig. Anschließend arbeitete er als Inspektor am Technischen Instituts Taschkent. 1991 war er in einer usbekischen Organisation für Wirtschaftsförderung tätig. 1992 trat er in den Dienst des usbekischen Außenministeriums ein und war dort in der Konsularabteilung beschäftigt. Er ging dann 1995 als zweiter Sekretär in die usbekische Botschaft in London im Vereinigten Königreich. 1998 kehrte er nach Usbekistan zurück und wurde Sekretär der Abteilung für politische Analyse im Außenministerium. 1999 erwarb er einen Abschluss als Master in Internationalen Beziehungen. 2001 schloss sich ein weiterer Auslandseinsatz, diesmal als erster Sekretär in der usbekischen Botschaft in Japan, an. Zurück in Usbekistan hatte er ab 2003 die Funktion als Leiter der Abteilung für die Vereinten Nationen und internationale Organisationen inne.
2005 ging er als usbekischer Botschafter nach Deutschland mit Sitz in Berlin. Das Amt hatte er bis 2009 inne. Zugleich versah er auch die Botschafterfunktion für die Schweiz (von 2007 bis 2009), Schweden (von 2008 bis 2009) und Tschechien. 2010 wurde er usbekischer Botschafter in Belgien mit Sitz in Brüssel. Zugleich vertrat er Usbekistan bei der Europäischen Union und der NATO. Ab dem 18. Juli 2013 war er in Washington, D.C. als usbekischer Botschafter in den USA tätig, wo er einen Schwerpunkt auf die Förderung der Handelsbeziehungen zwischen Usbekistan und der USA legte. Ab März 2014 war er zugleich auch Botschafter in Kanada.
Er ist verheiratet und Vater zweier Kinder. Neben Englisch spricht er auch Russisch und Arabisch.